# Elixirele diavolului
Elixirele diavolului (în germană Die Elixiere des Teufels) este un roman german fantastic din 1815 scris de E. T. A. Hoffmann. Ideea de bază a fost preluată din romanul gotic Călugărul (1795) de Matthew Gregory Lewis, care este la rândul său menționat în text.
Cu toate că Hoffmann nu a fost deosebit de religios, a fost puternic impresionat de viața și atmosfera dintr-o vizită la o mănăstire a Ordinului Fraților Minori Capucini, încât s-a hotărât să scrie romanul în acel cadru religios. Caracteristic pentru Hoffmann, a scris întregul roman în doar câteva săptămâni. Romanul Elixirele diavolului este descris de unii critici literari ca aparținând genului gotic (Schauerroman în germană). Poate fi clasificat în subgenul romantismului întunecat și a fost considerat de cercetătorii epocii sale ca fiind în tradiția lucrărilor Grotesque⁠(d) ale lui Jacques Callot⁠(d).

## Rezumat
Elixirele diavolului este predominant o narațiune la persoana întâi care este relatată de călugărul capucin Medardus. 
Nu se cunoaște istoria familiei naratorului, iar ceea ce știe despre copilăria sa se bazează pe fragmente de amintiri și pe câteva evenimente explicate de mama sa.
Medardus nu poate rezista elixirului diavolului, care i-a fost încredințat și care îi trezește dorințe senzuale. După ce este trimis din mănăstire la Roma, descoperă un conte, deghizat ca un călugăr pentru a-și vedea iubitul și îl împinge (fie că este intenționat sau nu, este ambiguu) de pe un „Teufelssitz” („coborâșul diavolului”). Fără ca ceilalți să știe, contele este fratele vitreg al lui Medardus, iar iubita contelui este sora sa vitregă. Contele devine sosia sa nebună și căile lor se intersectează de mai multe ori după ce Medardus renunță la misiunea sa ecleziastică, rătăcind prin lume.
Povestea se concentrează pe dragostea sa față de Aurelie, o tânără prințesă. După ce și-a ucis mama vitregă (sora vitregă menționată mai sus) și fratele, Medardus fuge într-un oraș. După ce legătura sa diabolică este descoperită de un pictor bătrân, Medardus fuge din oraș cu ajutorul unui coafor „nebun” cu două personalități, care servește ca un contrapunct al identității duale distructive a lui Medardus, acesta se prezintă ca Peter Schoenfeld, dar și ca Pietro Belcampo. El ajunge la curtea unui prinț, urmat la scurt timp de Aurelie. Ea îl recunoaște pe călugăr ca ucigașul fratelui ei, iar Medardus este aruncat în închisoare. Acesta este eliberat numai după ce apare sosia sa și este considerat adevăratul criminal.
După ce s-a dat drept un nobil polonez în timp ce se afla în închisoare, se logodește cu Aurelie. În ziua nunții, este cuprins de un acces de nebunie, auzind din ce în ce mai des vocea sosiei; el o înjunghie pe Aurelie, o eliberează pe sosie în timp ce acesta era dus la execuție și aleargă prin pustiu luptându-se cu sosia sa luni de zile, până când se trezește într-o mănăstire italiană, salvat încă o dată de Pietro/Peter. Poartă din nou mantia sa cu numele Medardus cusut pe ea.
Revenit la identitatea sa originală, Medardus trece printr-un intens proces de pocăință și descoperă istoria familiei sale citind jurnalul unui pictor. 
După ce se întâlnește cu Papa și ajunge implicat în intrigi politice potențial fatale ale Vaticanului (ceea ce sugerează că ar putea avea încă ambiții diabolice de a prelua puterea), Medardus revine în mănăstirea germană. Aici are loc o ceremonie – Aurelie urmează să depună în curând jurămintele pentru a deveni călugăriță. 
Încă o dată trebuie să lupte cu pofta sa. Tocmai când pare că o stăpânește, sosia sa năvălește și o înjunghie pe Aurelie, fatal de data aceasta, și evadează încă o dată.
În final, el scrie acest manuscris ca un act de penitență. O ultimă notă de la bibliotecarul mănăstirii dezvăluie împrejurările morții sale – și anume un râs isteric care pune sub semnul întrebării implicita sa răscumpărare de posedarea sa satanică. (Sau – din moment ce moare într-un somn liniștit la exact un an după Aurelie, s-a pocăit; iar râsul aparține fratelui său vitreg, care încă se ascunde în camerele ascunse ale mănăstirii, încă întruchipând partea malefică a personalității protagonistului și având încă nevoie de timp pentru a se pocăi, lucru pe care l-ar fi putut realiza după ce s-a alăturat mănăstirii ca un călugăr cu ajutorul lui Leonardus.)

## Traduceri în engleză
În 1824, o traducere prescurtată a lui Robert Pearse Gillies⁠(d) a fost publicată ca Elixirul diavolului. O traducere completă, neprescurtată, a lui Ronald Taylor a fost publicată în 1963 ca „Elixirele diavolului”.